# Acetato di vinile
L'acetato di vinile o vinil acetato, nome sistematico etanoato di etenile, è l'estere vinilico dell'acido acetico, avente formula molecolare CH3CO−O−CH=CH2, la quale evidenzia un acetile unito ad un vinile tramite un ossigeno a ponte.
A temperatura ambiente è un liquido incolore, infiammabile, dall'odore dolciastro. Data la facilità con cui può polimerizzare, viene generalmente conservato per aggiunta di stabilizzanti.
Il suo polimero, il polivinil acetato, noto semplicemente anche come acetato, è un materiale perfettamente trasparente, utilizzato spesso in fogli sottili come supporto per disegni, da riprodurre tramite procedimento fotochimico.

Attualmente sono disponibili altri supporti di composizione diversa ma con la stessa funzione e ultimamente sono disponibili particolari pellicole trasparenti utilizzabili anche con stampanti a getto di inchiostro, mentre l'acetato è utilizzabile solo con vernici a base non acquosa.